# Bogdan Nikolajewitsch Staschinski
Bogdan Nikolajewitsch Staschinski (* 4. November 1931 in Barszczowice, Woiwodschaft Lwów, Polen) ist ein ehemaliger sowjetischer KGB-Agent, Attentäter und Überläufer ukrainischer Herkunft. Das Gerichtsverfahren zu seinen Attentaten auf Lew Rebet und Stepan Bandera ging als Staschinski-Fall in die bundesdeutsche Rechtsgeschichte ein.

## Leben

### Jugend und Anwerbung durch den Staatssicherheitsdienst
Staschinski wuchs in seinem Geburtsort Borschtschowytschi (heute Oblast Lwiw, Ukraine), der bis 1939 als Barszczowice zu Polen gehörte, als drittes Kind ukrainischer Eltern griechisch-katholischer Konfession auf. Sein Vater, der in der Vergangenheit einen kleinen Bauernhof bewirtschaftete, war als Tischler tätig. Von 1945 an besuchte Staschinski in Lwiw die Oberschule, an der er 1948 sein Abitur machte. Ab Herbst desselben Jahres studierte er in Lwiw an der Mathematischen Fakultät der Pädagogischen Hochschule. Um sich mit Lebensmitteln und Geld zu versorgen, fuhr er ein- bis zweimal pro Woche zu seinen Eltern. Im Spätsommer 1950 erwischte man den Studenten, gemeinsam mit Kommilitonen, beim Schwarzfahren in der Eisenbahn und nahm ihn fest. Sein Vater und seine Schwester waren den Behörden als sowjetfeindliche Elemente bekannt. Nun wurde er vor die Wahl gestellt, entweder wegen Fahrgeldhinterziehung und möglicherweise wegen Nichtanzeigens konterrevolutionärer Umtriebe bestraft zu werden oder aber künftig als Mitarbeiter des Ministeriums für Staatssicherheit (MGB) zu arbeiten. Er entschied sich für die zweite Option.

### Ausbildung und Dienst beim Staatssicherheitsdienst
Kurz nach diesem Vorfall verpflichtete er sich schriftlich zum Dienst beim MGB mit unbedingtem Schweigegebot und erhielt den Decknamen Oleg. In den darauffolgenden Monaten gab er, wie von ihm verlangt wurde, sämtliche wichtig erscheinende Vorkommnisse in seinem Heimatdorf an den Staatssicherheitsdienst weiter.
Seine Vorgesetzten beim MGB verlangten von ihm im Januar 1951, der Organisation Ukrainischer Nationalisten (OUN) beizutreten. Man wollte über ihn erfahren, wie das Attentat auf den 1949 ermordeten, ukrainischen Schriftsteller Jaroslaw Halan ablief, womit er seine Eltern und Schwestern vor der Verschickung bewahren könne.
Nachdem er diesen Auftrag erfolgreich abgeschlossen hatte, war er noch bis 1952 in der Oblast Lwiw gegen die Widerstandsgruppen der OUN tätig und wurde dann, nunmehr mit dem Decknamen Moros, zwischen 1952 und 1954 in Kiew für den nachrichtendienstlichen Westeinsatz geschult und parallel in deutscher Sprache unterrichtet. Anschließend lebte er von Juli bis Oktober 1954, zur Aneignung einer falschen Identität, im polnischen Stargard in Hinterpommern.
So gab er sich, nachdem er Ende 1954 nach Berlin-Karlshorst gezogen war, als Josef Lehmann aus, angeblich ein Flüchtling aus Stargard. Sein Vater sei gefallen und die Mutter bei Kriegsende umgekommen, woraufhin er als Vollwaise neun Jahre unter polnischer Herrschaft lebte, was seinen slawischen Akzent erkläre. Daraufhin arbeitete er als „Heimatvertriebener“ in einem VEB in Karl-Marx-Stadt als Stanzer und verlor so bis Ende 1955 seinen slawischen Akzent nahezu vollständig. Zu Beginn des Jahres 1956 war seine Ausbildung zum Agenten abgeschlossen und er zog erneut nach Ost-Berlin. Als KGB-Agent war er nun hauptsächlich Instrukteur und Kurier. Mit allerlei Papieren ausgestattet, hatte er andere Agenten in Westdeutschland und Westeuropa zu besuchen, diesen Nachrichten zu überbringen und tote Briefkästen zu leeren. In der Schorfheide bei Berlin erlernte er zudem den Gebrauch einer neuartigen Spritzpistole zum Versprühen von Blausäuregas, die ein Speziallabor des KGB entwickelt hatte.
Beim Tanzen im Friedrichstadt-Palast in Ost-Berlin lernte er im April 1957 die deutsche Friseurin Inge Pohl kennen. Da Staschinski eine eigene Wohnung hatte, reichlich Geld besaß, gut aussah und geschmackvolle Kleidung trug, war sie von Staschinski, der zur Tarnung zunächst als Automechaniker und später als Dolmetscher arbeitete, beeindruckt, und sie wurden ein Liebespaar, das sich im April 1959 verlobte.

### Attentate

#### Attentat auf Rebet
Das KGB sah in Lew Rebet den Hauptideologen und den „theoretischen Kopf“ der Exilukrainer und wollte ihn deshalb zunächst entführen. Staschinski sollte eine Angestellte der ukrainischen Zeitung, deren Herausgeber Rebet war, dazu bringen, Rebet Rauschmittel ins Essen zu mischen, was jedoch nicht gelang. Der daraufhin folgende Befehl, Lew Rebet zu töten, kam für Staschinski, einen intelligenten, fähigen, eher weichen, von Natur aus friedlichen Mann (wie später von Richter Heinrich Jagusch in der mündlichen Urteilsbegründung beschrieben) unerwartet. Bis zu diesem Zeitpunkt hatte er niemanden getötet und so wurde ein Hund gekauft, den Staschinski zur Übung mit der vom KGB bereitgestellten Spezialwaffe zu töten hatte.
Im April und Juli 1957 besuchte Staschinski unter den falschen Namen Siegfried Deger und Josef Lehmann zweimal München, wo er Rebet, den ukrainischen Exilpolitiker der OUN, Publizisten, Anwalt und Professor der Ukrainischen Freien Universität, auskundschaftete. Staschinski fand heraus, dass er in der Occamstraße wohnte und sich um das Büro am Stachus (Karlsplatz) kümmerte. Im Oktober 1957 mietete Staschinski sich als Herr Draeger aus Essen in einem Münchner Hotel ein. Er wollte Rebet am Donnerstag, den 10. Oktober töten, jedoch erschien dieser nicht zum von Staschinski erwarteten Zeitpunkt.
So wurde Samstag, der 12. Oktober 1957 zum Todestag von Rebet. Morgens um zehn Uhr erwartete ihn Staschinski, als Rebet auf dem Weg zur Redaktion des „Ukrainian Independent“ war, im Haus Karlsplatz 8 in München an der damaligen Straßenbahnhaltestelle und schoss ihm dort mit der Spezialwaffe des KGB ins Gesicht. Herbeigerufene Ärzte erklärten einen natürlichen Tod durch Herzversagen. Niemand nahm die mikroskopisch kleinen Glassplitter wahr, die in Rebets Gesicht als Folge des Schusses glänzten. Einige Stunden nach der Tat war Staschinski bereits in Frankfurt am Main, von wo aus er tags darauf nach Berlin flog und seinen Vorgesetzten über die erfolgreiche Operation berichtete. Später verfasste er einen schriftlichen Bericht, in dem er schrieb: „Ich habe eine berühmte Person in der Stadt getroffen und ihm gratuliert. Ich bin sicher, dass diese Begrüßung erfolgreich war. Unterschrift.“

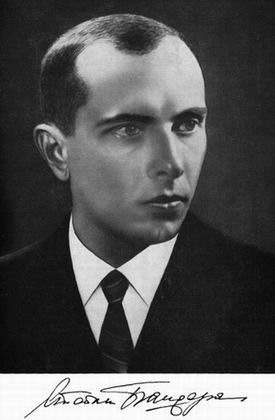
Das zweite Opfer: Stepan Bandera

#### Attentat auf Bandera
1959 erteilte Alexander Schelepin, Politbüromitglied und Vorsitzender des KGB, Bogdan Staschinski den Befehl, den ukrainischen Emigrantenführer Stepan Bandera zu töten.
Hierzu mietete sich Staschinski als Hans Joachim Budeit aus Dortmund in einem Münchner Hotel ein und versuchte daraufhin dreimal die Haustür zu Banderas Wohnung in der Kreittmayrstraße Nr. 7 zu öffnen, um an Bandera heranzukommen. Schließlich traf er Bandera am 15. Oktober 1959 um 12:50 Uhr, mit Paketen beladen, im Treppenhaus an, als dieser gerade die Haustür aufschließen wollte. Staschinski fragte ihn, ob er ihm helfen könne, woraufhin Bandera sich zu ihm umwendete. In diesem Augenblick schoss ihm Staschinski aus seiner Spritzpistole, die er in der rechten Hand unter einer Zeitung verborgen hatte, das Gift ins Gesicht. Die Waffe warf er in den Eisbach im Englischen Garten.
Die erste Diagnose lautete „Tödlicher Sturz“. Da der Abschuss aber diesmal zu nah am Gesicht Banderas erfolgte, hinterließ er Spuren in dessen Gesicht, und so konnten die Ärzte bei der Obduktion Kaliumcyanid „sehen“. Jedoch konnte die Polizei nicht genau ermitteln, wie und mit wessen Hilfe es in den Körper des Verstorbenen gelangte.

### Nach den Attentaten bis zum Überlaufen
Nach dem erfolgreichen Attentat auf Bandera fuhr Staschinski mit einem sowjetischen Ausweis auf den Namen Krylow nach Moskau, wo er Schelepin Bericht erstattete und gleichzeitig die Bitte äußerte, die Deutsche, die er 1957 in Ost-Berlin kennen gelernt hatte, zu ehelichen. Schelepin gab sich generös und im März 1960 ließ Staschinski sich als Josef Lehmann in Ost-Berlin katholisch trauen. Mit seiner Frau übersiedelte er zwei Monate später als Ehepaar Krylow und Krylowa nach Moskau, da er nun, gemäß seinen Vorgesetzten, als Geheimnisträger etwa fünf bis sieben Jahre in Moskau bleiben musste. Der junge Ehemann offenbarte nun seiner Frau Stück für Stück seine Tätigkeit als Agent inklusive der ausgeführten Attentate, was diese entsetzte. Nachdem Staschinski in der gemeinsamen Wohnung eine Wanze gefunden hatte und feststellen musste, dass seine Post geöffnet worden war, packte das Paar die Furcht und es entschloss sich zur Flucht in den Westen. Im Januar 1961 reiste Staschinskis schwangere Ehefrau zur Entbindung nach Ost-Berlin, während er in Moskau bleiben musste. Der im März geborene Sohn Peter verstarb jedoch vier Monate später am 9. August 1961, weshalb man Staschinski, unter Beobachtung des KGB, zur Bestattung ebenfalls nach Ost-Berlin reisen ließ. Noch vor der Beerdigung am Wohnort von Staschinskis Schwiegereltern in Dallgow, wenige Kilometer westlich von Berlin, schüttelte das Ehepaar am Abend des 12. August 1961, drei Stunden vor Baubeginn der Berliner Mauer nahe dem S-Bahnhof Falkensee seine Wächter vom KGB ab und ließ sich mit einem Taxi zum S-Bahnhof Schönhauser Allee fahren. Nach überstandenen Personenkontrollen erreichte das Ehepaar mit der S-Bahn den S-Bahnhof Gesundbrunnen in West-Berlin, wo sich Staschinski den Amerikanern stellte und seine Agententätigkeit offenbarte.
Die Amerikaner übergaben den Flüchtling an die deutschen Behörden, woraufhin die Bundesanwaltschaft, das Bundeskriminalamt und die Münchner Polizei sämtliche Aussagen auf ihren Wahrheitsgehalt hin überprüften und nach einigen Wochen zu dem Schluss kamen, dass diese der Wahrheit entsprachen.
Die Amerikaner erwarteten, dass die deutschen Stellen den Fall nun propagandistisch ausschlachten sollten. Jedoch hatte die Bundesanwaltschaft juristische Bedenken, da noch keine Anklage erhoben war und es zu diesem Zeitpunkt noch keinen Bundesjustizminister gab, da in Bonn die Koalitionsverhandlungen nach der Bundestagswahl 1961 liefen. Auch das Bundesinnenministerium wollte sich zu diesem Zeitpunkt nicht zu dem Fall äußern und empfahl der amerikanischen Seite, den Vorgang in der amerikanischen Presse publik zu machen.
Die sowjetische Seite reagierte schneller und startete eine Desinformationskampagne, in der sie den Mord an Bandera dem Bundesnachrichtendienst zuschieben wollte.
Schließlich gab Bundeskanzler Adenauer, unmittelbar vor seiner Abreise zu John F. Kennedy im November 1961, Weisung, den Fall publik zu machen.

### Prozess
Nach einer gerichtlichen Voruntersuchung des Untersuchungsrichters beim Bundesgerichtshof, die auf Antrag der Bundesanwaltschaft eröffnet wurde, erhob man Anklage und eröffnete am 8. Oktober 1962 in Karlsruhe den Prozess gegen Staschinski. Er wurde am 19. Oktober 1962, äußerst strittig, wegen Beihilfe zu einem Tötungsdelikt zu einer Gesamtstrafe von acht Jahren Zuchthaus verurteilt. Wegen guter Führung wurde er nach vier Jahren Haft entlassen.

### Folgen
Nach Staschinskis Aussagen gegenüber den westlichen Behörden gelangen diesem zahlreiche Zugriffe gegen Agenten aus dem Ostblock. Da Staschinski als Überläufer und Verräter nun selbst ein Zielobjekt des KGB war, wurden er und seine Familie vom Bundesnachrichtendienst mit einer neuen Identität ausgestattet. Ihr weiteres Schicksal ist unbekannt.  Bezugnehmend auf eine Meldung der Nachrichtenagentur United Press International, die sich wiederum auf die Johannesburger Zeitung The Rand Daily Mail vom 7. März 1984 berief,  vermeldete die amerikanische Immigrantenzeitung The Ukrainian Weekly, dass Staschinski in Südafrika lebt. Entsprechend Aussagen von General Michael Heldenheiss, einem vormaligen Polizeikommandanten, soll Staschinski sich einer kosmetischen Operation unterzogen haben und für Sicherheitsdienste der Republik Südafrika arbeiten. Nach anderen, russischen Erkenntnissen lebt er in den Vereinigten Staaten.

## Ehrungen
- Rotbannerorden[8] auf Beschluss des Präsidiums des Obersten Sowjets vom 6. November 1959[2]

## Veröffentlichungen
- Erinnerungen eines KGB-Agenten. Kontexte des Mordes an Stepan Bandera und Lew Rebet, hrsg. v. Grzegorz Rossolinski-Liebe, De Gruyter Oldenbourg, München 2024, ISBN 9783111057811.

## Film
- Die Ermordung Banderas durch Staschinski wurde 1966 von Rudolf Jugert als Folge 15 der ZDF-Fernsehserie Die fünfte Kolonne unter dem Titel Mord auf Befehl verfilmt. Die Rolle Staschinskis spielte Josef Fröhlich, die von Bandera wurde von Max Strassberg besetzt.